# Robinson Aguirre Casimiro
Robinson Aguirre Casimiro es un abogado y político peruano. Fue alcalde del distrito de Amarilis entre 2015 y 2018.

## Biografía
Nació en Chavinillo, en el departamento de Huánuco, Perú, el 15 de noviembre de 1970, hijo de Glicero Aguirre Silva y Francisca Casimiro Ortega de Aguirre. Cursó sus estudios primarios entre Chaclayo, provincia de Lima, y Huánuco. Los secundarios entre Huánuco y Aguaytía. Entre 1996 y 2002 cursó estudios superiores de derecho en la Universidad de Huánuco y, entre 2004 y 2007, una mestría en derecho civil y comercial de la Universidad Nacional Hermilio Valdizán.
Su primera participación política fue en las elecciones municipales de 2006 cuando se presentó como candidato del Movimiento Político Hechos y no Palabras a una regiduría del distrito de Amarilis obteniendo la elección. En las elecciones municipales de 2010 tentó, por el movimiento Presencia Andina Nacionalista la alcaldía de ese distrito sin éxito. Fue elegido para ese cargo en las elecciones municipales del 2014 cuando obtuvo el 24.194% de los votos. Terminada su gestión y, ante la prohibición de reelección de las autoridades ediles, participó en las elecciones regionales del 2018 como candidato de Alianza para el Progreso a la gobernación regional de Huánuco sin éxito.